# معلم الكتاتيب
معلم الكتاتيب هو من يُعلم الأطفال في الكتّاب (وجمعه كتاتيب)، وهو مكان للتعليم الأساسي، كان غالباً ما يقام بجوار المسجد لتعليم القراءة والكتابة والقرآن الكريم، ومبادئ الحساب.

## معلم الكتاتيب عبر التاريخ العربي

### فيالعصر الجاهلي
لعبت الاسرة العربية دورا كبيرا في تعليم أبنائها على امتداد الرقعة العربية وكان للأم العربية الدور الأكبر في التربية والتعليم وعندما يشب الأبناء تستقبلهم مجالس العشيرة فيتعلمون الفروسية والصيد والآداب العربية والشعر وكان معلم الكتاتيب يتكفل بتعليم الأولاد والبنات القراءة والكتابة.

### في بداية العصر الإسلامي
انتشرت الكتاتيب في بداية العصر الإسلامي لأن الإسلام حث على العلم، فكان معلم الكتاتيب يعلم القراءة والكتابة والقرآن الكريم وكان يضع المناهج الدراسية وطرق التدريس والتقييم ويجيز القراء وينسخ الكتب وينشرها فكان معلما وراقا.

### في العصر الاموي
انتشرت المساجد وحلقات العلم فانتقلت الكتاتيب إلى المساجد، ولعب معلم الكتاتيب الدور الرئيس في إدارة حلقات العلم، فكان يساعد طلابه في اختيار الحلقات العلمية التي تناسبهم بعد أن يجيزهم قراءة وكتابة، وكان يضع المنهاج الخاص به ويعلم طلابه ويرشدهم ويشجعهم، وهو لا يكترث بما سينال منهم في نهاية الدرس بعضا من خبز أو حبات من تمر أو كوب من لبن.

### في العصر العباسي
تميز العصر العباسي بإنشاء المدراس النظامية نسبة إلى الوزير نظام، فكانت على ما يبدو أول مدرسة عربية ذات بناء مستقل فيها منامات للطلاب ومطعم ومسبح وصفوف دراسية ومنح شهرية وكانت هيئة التدريس مجازة من الدولة ولها راتب منتظم، ثم تم بناء المدرسة المستنصرية نسبة إلى الخليفة المستنصر بالله وكانت المدرستان تقعان على نهر دجله وسط بغداد، لكن المناطق الأخرى كانت ما تزال تتعلم في الكتاتيب التي انتشرت في البادية والأرياف العربية من بغداد إلى الأندلس. الأندلس التي لم تخضع للعباسين وبقيت أموية.
بقيت الكتاتيب ومعلمها تلعب دورا كبيرا في صناعة الحضارة العربية الإسلامية تلك الحضارة التي أدهشت الدنيا، ولم يقتصر دور معلم الكتاتيب على إنشاء الحضارة بل كان له الفضل في الحفاظ على معالمها بعد أن شابتها رياح الانهيار بعد التفكك الذي أصابها.

### في العصر الحديث
كان لمعلم الكتاتيب دور هام جدا في الحفاظ على الدين الإسلامي واللغة العربية وما بقي من إرث الحضارة العربية والإسلامية، فكان له دوركبير في الحفاظ على اللغة العربية والدين الإسلامي في فترة الاستعمار الذي سيطر على الوطن العربي، وخصوصاً في دول المغرب العربي الذي وقع تحت نير الاستعمار الفرنسي الذي كان من أخطر أنواع الاستعمار لأنه استهدف ثقافة الشعوب.
إن معلم الكتاتيب صانع حضارة استطاع بمجهوده وثباته صناعة الحضارة، لم يكن يملك سوى لوح خشبي وحجارة بيضاء للكتابة.